# Antonis Slicher

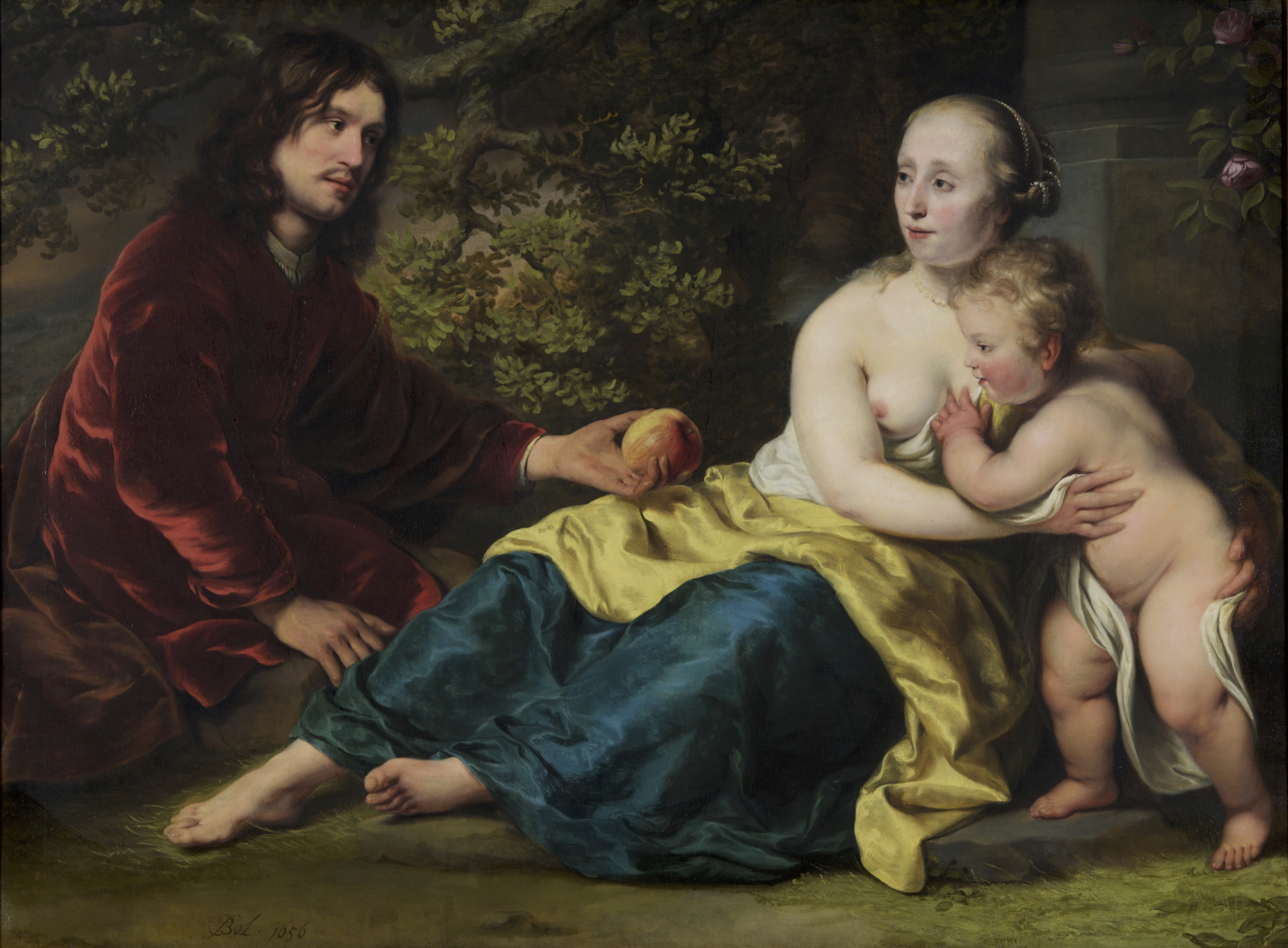
Antonis Slicher afgebeeld als Amor met zijn ouders Wigbold Slicher en Elisabeth Spiegel als Paris en Venus, geschilderd door Ferdinand Bol in 1656

Antoni (of: Antonis) Slicher (Amsterdam, 1 november 1655 - 's-Gravenhage, 9 november 1745) was meer dan 50 jaar raadsheer in het Hof van Holland.

## Familie
Slicher, lid van het geslacht Slicher,  was de zoon van mr. Wichboldt Slicher (1627-1718), onder andere ontvanger-generaal der Admiraliteit, en Elisabeth Spiegel (1628-1707). Hij trouwde in 1685 met Elisabeth van der Dussen (1669-1699) en hertrouwde in 1704 met Susanne Catherine Wierts (1658-1719). Uit het eerste huwelijk werden zeven kinderen geboren.
Van ouders en zoon Antonis bestaat een door Ferdinand Bol in 1656 geschilderd portret, getiteld: Portrait historié van Wigbold Slicher, Elisabeth Spiegel en hun zoon als Paris, Venus en Amor.

## Loopbaan
Slicher promoveerde in de rechten te Leiden op 2 april 1675. Hij werd in 1680 advocaat van het College der Admiraliteit. In 1686 werd hij raadsheer in het Hof van Holland hetgeen hij meer dan vijftig jaar zou blijven, tot 19 februari 1745 waarna hij in die functie werd opgevolgd door zijn zoon Wigbold.
Hij mengde zich in de discussie in hoeverre de rooms-katholieke godsdienst in het openbaar mocht worden uitgeoefend. Hij pleitte in 1719 voor het aanstellen van een bisschop. Toen enkele jaren later werd voorgesteld zowel een rooms-katholieke als een oud-roomse vicaris aan te stellen, verzette hij zich tegen dat idee.